# 毛利マセンシア
毛利 マセンシア（もうり マセンシア、元亀元年（1570年） - 慶安元年4月25日（1648年6月16日））は、戦国時代から江戸時代前期にかけての日本の女性。名は桂姫、長千代、孝子、通称は引地の君。マセンシアは洗礼名。大友義鎮（宗麟）と奈多夫人の九女で、小早川秀包の正室。キリシタンであり夫の信仰にも影響を与えた。秀包との間には嫡男元鎮、次男元貞の他女子数名をもうけた。また、早逝の姉（臼杵統尚室）の遺女を引き取って養女とした。

## 生涯
永禄13年/元亀元年（1570年）に誕生｡母は側室で服部右京亮の元妻の安岐｡
アレッサンドロ・ヴァリニャーノ神父や乳母のカタリナに影響され、天正13年（1585年）、キリスト教に入信する。乳母カタリナは彼女へ信仰面で援助と影響を大きく与えた人物とされている。
天正15年（1587年）、秀包と結婚。同年、父宗麟が死去。さらにキリスト教が禁じられたが、その後もマセンシアはキリスト教への熱心な信仰を続けた。翌16年（1588年）、久留米城でペドロ・ラモン神父から告解を聞く。
慶長5年（1600年）、関ヶ原の戦いが勃発。マセンシアは子供達と共に筑後国にいたが、加藤清正、鍋島直茂、黒田如水の軍勢に攻められ生命の危険に晒された。しかし、黒田惣右衛門の尽力で脱出に成功し、秀包のいる滝部へ逃れることができた。
翌年、夫秀包が没する。毛利氏の当主毛利輝元はキリスト教を嫌い、迫害、弾圧を行った。マセンシアにも棄教を要求してきたが、これに隷従せず、逆に宣教師の来訪を容認するよう輝元に具申したことさえあり、輝元もついには彼女の信仰を黙認するしかなかった。
正保5年/慶安元年（1648年）に死去。毛利家の菩提寺である神上寺（下関市豊田町江良624付近）に葬られたが、墓地から離れた山地に墓所は置かれた。キリスト教を信仰していたため敬遠されたことがその理由であった。キリシタンではあったが戒名も存在し、高雲照朝大善定尼。